# Харди, Арам
Арам Харди (Арам Мгерович Харди, 16 февраля 1994 года, город Капан, Армения) — российский IT-предприниматель, специалист в области международных коммуникаций и бренда, сооснователь компаний Prisma Labs (приложения для обработки фото Prisma и Lensa) и Capture Technologies (мессенджер Capture с групповыми чатами по интересам). С 2021 по 2023 год директор по коммуникациям и бренду бизнес-группы поиска и рекламных технологий «Яндекса».

## Биография и карьера
Арам Харди получил образование лингвиста, окончив в 2015 году переводческий факультет Московского института иностранных языков (МИИЯ). В 18 лет начал карьеру в международном пиаре и журналистике, однако оставил учёбу в МГЛУ ради работы. Харди занимался маркетинговым анализом российского рынка в команде мессенджера Line, работал техническим обозревателем в «Ленте.ру» и Hi-Tech Mail.Ru. В 2016 году стал сооснователем и директором по маркетингу Prisma Labs.
С 2011 по 2020 годы у Харди было консалтинговое агентство Hardy Consulting, поддерживающее IT-компании. Он также выступал с лекциями в вузах России и за рубежом.

### Prisma
В начальную команду Prisma Labs, помимо Арама Харди, входили Алексей Моисеенков (экс-менеджер по продукту Mail.ru Group), Илья Фролов (на тот момент студент МФТИ), Андрей Усольцев (ранее коллега Моисеенкова в «Яндексе») и Олег Пояганов (разработчик). Компания была зарегистрирована в Калифорнии, а Харди занимался продвижением стартапа. Их первым продуктом стал фоторедактор Prisma, основанный на нейронных сетях, позволяющий стилизовать фотографии под произведения известных художников. Уже через две недели после запуска приложение вошло в топ-10 App Store в 10 странах. По итогам 2016 года Apple, Google и The Verge признали Prisma приложением года. На пике популярности в июле 2017 года приложение насчитывало более 100 млн пользователей. Бизнес-журнал Fast Company включил Prisma в свой рейтинг самых инновационных компаний мира за 2017 год.
Вторым продуктом Prisma Labs стал фоторедактор Lensa, также работающий на основе искусственного интеллекта и создающий стилизованные портреты. Меньше чем за два месяца пользователи загрузили миллиард изображений, но компании не удалось найти устойчивую модель монетизации. Начиная с 2017 года Prisma Labs вела переговоры о продаже стартапа крупным технологическим компаниям, однако из-за разногласий по стоимости сделки соглашение достигнуто не было. В 2018 году Харди и Моисеенков покинули компанию. Несмотря на отсутствие раскрытых финансовых данных, Prisma Labs утверждает, что в 2018 году компания стала прибыльной.

### Capture
Харди и Моисеенков создали новый проект — мессенджера Capture, использующий машинное обучение. Третьим сооснователем выступил Олег Илларионов, разработчик «ВКонтакте» и создатель приложения Vinci, схожего с Prisma. Офисы компании Capture Technologies находились в Калифорнии и Москве.
Стартапу удалось привлечь $1 млн инвестиций от VK, а также венчурных фондов General Catalyst, Elysium Venture Capital и других инвесторов. Приложение Capture было запущено в 2019 году: в июле — для iOS, в ноябре — для Android. Программа с использованием искусственного интеллекта помогала находить подходящие чаты для общения. Для этого пользователь включал камеру, а приложение анализировало объекты в кадре и предлагало соответствующие темы.
Харди покинул Capture Technologies в 2019 году, сосредоточившись на работе с международными клиентами своего агентства. В 2021 году проект был закрыт, причины прекращения работы не разглашались.

### Dasha AI
В 2019 году Харди участвовал в запуске платформы Dasha AI для автоматизации работы колл-центров. Проект, зарегистрированный в США, привлёк $2 млн инвестиций от RTP Ventures и RTP Global Леонида Богуславского.

### «Яндекс»
В 2021 году Харди присоединился к команде бывшего директора бизнес-группы поиска Андрея Стыскина в «Яндексе», заняв должность директора по коммуникациям и бренду. Группа объединяла ключевые сервисы, такие как поиск, умные устройства,  карты, навигатор, «Дзен», новости, погода, облако, рекламный бизнес и другие сервисы.
Харди участвовал в запуске новой версии умной колонки «Станция» с улучшенным дизайном и звуком, а также в разработке функции шёпота для голосового ассистента «Алиса». В том же году продажи умных устройств компании превысили 1 млн единиц в год. Среди других инновационных продуктов, запущенных во время работы Харди, автоматический перевод видео на несколько языков, генеративная нейросеть YandexGPT и приложение «Шедеврум» для создания изображений на основе AI. Кроме того, Харди представлял рынку обновления основного продукта, такие как поиск объектов, создание детских аккаунтов и другие функции.
Харди играл ключевую роль в разрешении конфликта между «Яндексом» и IT-коалицией Wildberries, ivi, «Авито», «Циан» и 2ГИС, которая летом 2020 года обвинила компанию в использовании алгоритмов поиска для ущемления конкурентов. После года переговоров было сформировано соглашение, которое установило новые правила интеграции сторонних сервисов в обогащённые ответы поиска. Первые такие ответы появились в ноябре 2021 года, а в январе 2022 года было подписано мировое соглашение с ФАС.
В августе 2022 года Харди сопровождал сделку по передаче сервисов «Дзен» и «Новости» компании VK, а также анонсировал обновлённый дизайн главной страницы ya.ru.
В июле 2023 года Харди покинул «Яндекс».